# SimpleTest
SimpleTest — инструмент модульного тестирования с открытым исходным кодом для приложений написанных на языке PHP. Был создан Маркусом Бейкером. Структура тестов очень похожа на JUnit и PHPUnit. SimpleTest поддерживает фиктивные объекты и может быть использован для автоматизации регрессионного тестирования веб-приложений с помощью сценариев HTTP клиента, который может разобрать HTML-страниц и моделировать такие вещи, как нажатия на ссылки и представления форм.